# Библиотека Хектора Ходлера
Библиотека Хектора Ходлера (эсп. Biblioteko Hector Hodler; BHH) — библиотека Всемирной эсперанто-ассоциации (UEA), располагающаяся в её центральном офисе в Роттердаме. В состав библиотеки входит архив Всемирной эсперанто-ассоциации (Arkivo de UEA). BHH — одна из крупнейших эсперанто-библиотек в мире, её фонд насчитывает более 30 000 библиографических единиц.

## История

### Швейцарский период
После того как в 1903 году было основано Швейцарское эсперанто-общество, журналы и книги хранились в офисе в Берне: общество издавало собственный журнал, обменивалось его выпусками с другими эсперантистами, получало книги для рецензирования. В 1908 году Эдуард Штеттлер предложил создать из накопленных материалов швейцарскую эсперанто-библиотеку. В 1912 году библиотека перешла к Хектору Ходлеру, бывшему в то время директором Всемирной эсперанто-ассоциации в Женеве.

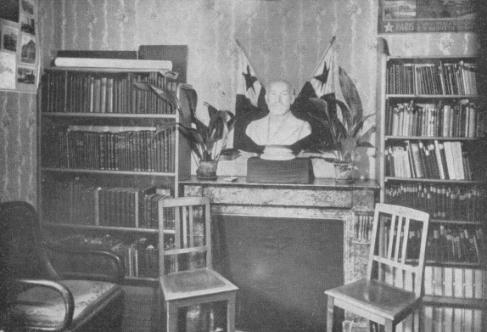
Библиотека UEA в Женеве, около 1923 года

После смерти Ходлера в 1920 году собрание стало Библиотекой UEA (Biblioteko de UEA). Она сохранилась даже после раскола 1936 года, когда от UEA отделились региональные ассоциации и её покинули большинство членов. Во время Второй мировой войны библиотека находилась в подвале Дворца Вильсона.

### Голландский период (с 1960 года)

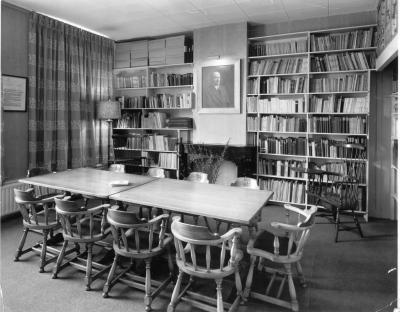
Библиотека Хектора Ходлера в Роттердаме, 1963 год.

Когда в 1947 году эсперанто-движение воссоединилось под старым названием, библиотека была переименована в Biblioteko Hector Hodler. После скандала с хранителем библиотеки Хансом Якобом с 1960 года коллекция была постепенно перемещена в центральный офис, который в то время находился в Роттердаме. Со временем количество книг и журналов увеличивалось, и для библиотеки было выделено больше помещений. В 2006 году она была перемещена в другое крыло здания, в бывший салон Заменгофа (Salono Zamenhof).

## Фонд
В библиотеке собраны книги и журналы, связанные с плановым языком эсперанто или изданные на этом языке. Часть коллекции относится к другим плановым языкам и родственным темам, таким как языковая политика и международное сотрудничество. Также в библиотеке есть фотоархив, плакаты и аудиовизуальные материалы.

## См. тоже
- Международный эсперанто-музей